# Wissignicourt
Wissignicourt település Franciaországban, Aisne megyében. Lakosainak száma 154 fő (2022. január 1.). Wissignicourt Brancourt-en-Laonnois, Prémontré, Anizy-le-Grand és Cessières-Suzy községekkel határos.

## Népesség
A település népessége az elmúlt években az alábbi módon változott:
| Lakosok száma | 97   | 180  | 150  | 148  | 150  | 153  | 167  | 169  | 173  | 154  |
|               | 1968 | 1982 | 1990 | 2006 | 2013 | 2015 | 2017 | 2019 | 2020 | 2022 |